# Les Ribes del Ter de La Cellera de Ter
Plantilla:Les Rives del Ter
Les Ribes del Ter de La Cellera de Ter són uns espais d'una passejada de natura per la vora del riu Ter. Aquest espai ha estat arreglat després de l'estiu del 2015.
En aquest espai natural, començant del principi hi ha una llarga caminada, també es van trobant unes escales que et pots anar apropant al riu. A mesura que es fa el recorregut es troben cartells explicatius del lloc amb bancs. Anant seguint et trobes amb un dic arreglat que pots anar-hi, allà mateix ja et trobes una àreea de pícnic amb bancs i taules. També et trobaràs un mirador que pots veure-hi els amimals que hi habiten. Per anar finalitzant el recorregut et trobaràs amb tota una zona d'arbres i tot cobert de gèspa, us anireu trobant els noms dels arbres que hi ha.